# Pitabröd
Pitabröd (efter grekiska: pitta, 'kåda') är ett runt, platt vetebaserat bröd som bakas med jäst. Pitabröd är i regel lite segare än traditionellt svenskt tunnbröd.

## Ursprung och spridning
Brödet har en stor del i traditionell matlagning i många länder i Nordafrika och Levanten, det vill säga i Arabvärlden, men även så långt bort som Indien.
Brödets ursprung tros dock vara forntida Syrien, och på arabiska heter den här sortens bröd khubz adi. Brödsorten är mest spridd över Arabvärlden, och östra Medelhavsområdet.
I västvärlden är pitabröd populärt från 1900-talet till rätter som falafel och kebab. I svenska språket är ordet pitabröd belagt åtminstone från 1986.

## Gräddning och användning
Pitabröd används bland annat till kebab och falafel men kan även användas som matbröd. Vid gräddningen bildas ett stort hålrum inuti brödet som kan fyllas med kött eller grönsaker.
En stor variant av pitabröd – ofta marknadsfört som "orientaliskt tunnbröd" – används på liknande sätt som traditionellt svenskt tunnbröd, det vill säga som en tunnbrödsrulle. Då viras (engelska: wrap) brödet runt sitt innehåll.